# Dave Trottier
David Trottier, surnommé Dave Trottier, (né le 25 juin 1906 à Pembroke, dans la province de l'Ontario, au Canada - mort le 13 novembre 1956) est un joueur professionnel canadien de hockey sur glace qui évoluait au poste d'ailier.
Il fait ses études à Toronto et remporte avec l'équipe des anciens de l'université de la ville, le Toronto Varsity Grads, la Coupe Allan en tant que meilleure équipe amateur du Canada. Le Toronto Varsity Grads joue ainsi en tant qu'équipe du Canada lors des tournois de hockey sur glace des Jeux olympiques d'hiver de 1928 et remporte la médaille d'or avec trois victoires, 38 buts inscrits dont 12 par le seul Trottier.

## Biographie

### Ses débuts en tant qu'amateur

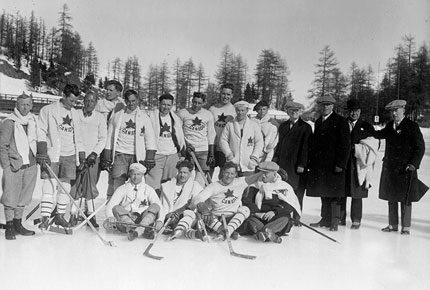
L'équipe 1928 du Canada qui remporte la médaille olympique

David Trottier est né le 25 juin 1906 dans la ville de Pembroke au nord de l'Ontario. À l'âge de 17 ans, il joue pour les St. Michael's Majors de Toronto dans l'Association de hockey de l'Ontario junior et passe un diplôme d'ingénieur au sein de l'Université de Toronto. En 1925-1926, il est sous-directeur d'une usine de pâte à papier et joue avec le Toronto Varsity Grads, équipés de joueurs diplômés de l'université de la ville. Sous la direction de Conn Smythe, Trottier et le Toronto Varsity Grads remportent l'édition 1927 de la Coupe Allan. L'équipe est ainsi qualifié pour participer au tournoi de hockey sur glace des Jeux olympiques d'hiver de 1928 en tant qu'équipe du Canada.
L'équipe canadienne, qui domine le hockey sur glace à cette époque, est qualifiée pour le tour final alors que les dix autres nations sont réparties en trois groupes, dont les vainqueurs sont qualifiés pour le dernier tour. Les vainqueurs des groupes sont la Suède, la Grande-Bretagne et la Suisse. Les Canadiens s'imposent sur le score de 11-0 lors du premier match contre la Suède, 5 buts étant inscrits par Trottier. La Grande-Bretagne est également écarté sur le score de 14-0 puis c'est au tour des Suisses de se faire battre sans réponse 13-0 par les joueurs de Toronto. Lors de cette dernière victoire, Trottier inscrit une nouvelle fois 5  buts. Avec 12 buts en trois rencontres, Dave Trottier est le meilleur buteur du tournoi et totalise 15 points au total.

### Carrière professionnelle
À la suite de ce titre, Trottier s'engage dans un premier temps avec les Maple Leafs de Toronto de la Ligue nationale de hockey mais finalement, il souhaite rejoindre les Maroons de Montréal. Il s'installe ainsi à Montréal et joue avec l'équipe amateur des Victorias de Montréal en patientant pendant que James Strachan négocie avec les Maple Leafs. La transaction entre les deux franchises de la LNH s'élève finalement à 12 500 dollars. Collectivement la première saison dans la LNH de Trottier n'est pas bonne. L'équipe, finaliste des séries éliminatoires 1928, se classe dernière de la division à la fin de la saison régulière et manque donc les séries. Trottier compte six points en 37 matchs joués sur 44 de son équipe.
L'équipe des Maroons se reprend pour la saison 1929-1930 et finit à la première place du classement de la division avec le même total de points que l'autre équipe de Montréal, les Canadiens de Montréal. Les Maroons sont exemptés du premier tour des séries mais sont opposés en demi-finale aux champions en titre, premiers de la division américaine : les Bruins de Boston et ce sont ses derniers qui s'imposent 3 matchs à 1.

## Statistiques

### En club
| Saison     | Équipe                          | Ligue       |     | Saison régulière | Saison régulière | Saison régulière | Saison régulière | Saison régulière |    | Séries éliminatoires | Séries éliminatoires | Séries éliminatoires | Séries éliminatoires | Séries éliminatoires |
| Saison     | Équipe                          | Ligue       | PJ  | B                | A                | Pts              | Pun              | PJ               | B  | A                    | Pts                  | Pun                  |                      |                      |
| 1923-1924  | St. Michael's Majors de Toronto | AHO Jr.     | 6   | 13               | 2                | 15               | -                |                  |    |                      |                      |                      |                      |                      |
| 1924-1925  | St. Michael's Majors de Toronto | AHO Jr.     | 6   | 7                | 7                | 14               | -                | 1                | 1  | 1                    | 2                    | 0                    |                      |                      |
| 1925-1926  | Toronto Varsity Grads           | AHO Sr.     |     |                  |                  |                  |                  |                  |    |                      |                      |                      |                      |                      |
| 1926-1927  | Toronto Varsity Grads           | AHO Sr.     | 11  | 23               | 8                | 31               | 7                | 2                | 1  | 0                    | 1                    | 2                    |                      |                      |
| 1927       | Toronto Varsity Grads           | Coupe Allan |     |                  |                  |                  |                  | 12               | 9  | 7                    | 16                   | 32                   |                      |                      |
| 1927-1928  | Toronto Varsity Grads           | AHO Sr.     | 12  | 33               | 10               | 43               | -                |                  |    |                      |                      |                      |                      |                      |
| 1928-1929  | Maroons de Montréal             | LNH         | 37  | 2                | 4                | 6                | 69               | --               | -- | --                   | --                   | --                   |                      |                      |
| 1929-1930  | Maroons de Montréal             | LNH         | 41  | 17               | 10               | 27               | 73               | 4                | 0  | 2                    | 2                    | 8                    |                      |                      |
| 1930-1931  | Maroons de Montréal             | LNH         | 43  | 9                | 8                | 17               | 58               | 2                | 0  | 0                    | 0                    | 6                    |                      |                      |
| 1931-1932  | Maroons de Montréal             | LNH         | 48  | 26               | 18               | 44               | 94               | 4                | 1  | 0                    | 1                    | 0                    |                      |                      |
| 1932-1933  | Maroons de Montréal             | LNH         | 48  | 16               | 15               | 31               | 38               | 2                | 0  | 0                    | 0                    | 6                    |                      |                      |
| 1933-1934  | Maroons de Montréal             | LNH         | 48  | 9                | 17               | 26               | 47               | 4                | 0  | 0                    | 0                    | 6                    |                      |                      |
| 1934-1935  | Maroons de Montréal             | LNH         | 34  | 10               | 9                | 19               | 22               | 7                | 2  | 1                    | 3                    | 4                    |                      |                      |
| 1935-1936  | Maroons de Montréal             | LNH         | 46  | 10               | 10               | 20               | 25               | 3                | 0  | 0                    | 0                    | 4                    |                      |                      |
| 1936-1937  | Maroons de Montréal             | LNH         | 43  | 12               | 11               | 23               | 33               | 5                | 1  | 0                    | 1                    | 5                    |                      |                      |
| 1937-1938  | Maroons de Montréal             | LNH         | 47  | 9                | 10               | 19               | 42               | --               | -- | --                   | --                   | --                   |                      |                      |
| 1938-1939  | Hornets de Pittsburgh           | IAHL        | 10  | 5                | 3                | 8                | 2                |                  |    |                      |                      |                      |                      |                      |
| 1938-1939  | Red Wings de Détroit            | LNH         | 11  | 1                | 1                | 2                | 16               | --               | -- | --                   | --                   | --                   |                      |                      |
| Totaux LNH | Totaux LNH                      | Totaux LNH  | 446 | 121              | 113              | 234              | 517              | 31               | 4  | 3                    | 7                    | 39                   |                      |                      |

### En équipe nationale
| Année | Équipe | Événement       |   | PJ | B | A  | Pts | Pun           |  | Résultat |
| 1928  | Canada | Jeux olympiques | 3 | 12 | 3 | 15 |     | Médaille d'or |  |          |